# Sončni avtomobil
Sončni (solarni) avtomobil je vozilo, pri katerem fotovoltaične celice pretvarjajo sončno svetlobo v električno energijo. Ta energija se potem uporablja za pogon električnega motorja. V večini primerov imajo tudi baterijo za shranjevanje energije in možnost regenerativnega zaviranja.
Zaradi omejene moči in omejenega prostora za sončne celice so te vrste avtomobili zelo lahki in aerodinamični. Praktično celotna zgornja površina je pokrita s celicami. Po navadi uporabljajo najbolj kvalitetne celice, ki imajo izkoristek čez 25%. Skupna moč celic je okrog 2 kilovata (2,6 KM). Kljub majhni moči dosegajo kar velike potovalne hitrosti, okrog 100 km/h.
Trentuno se sončni avtomobili večinoma uporabljajo na dirkah, npr. World Solar Challenge ali pa World Solar Rally. V prihodnosti bodo sončne celice prispevale del energije v električnih avtomobilih.